# Die Stadt & Die Stadt
Die Stadt & Die Stadt (Originaltitel The City & the City) ist ein Science-Fiction-Kriminalroman des britischen Autors China Miéville. Laut seinem Lektor schrieb er den Roman vor allem als Geschenk für seine damals todkranke Mutter, die ein absolutes Faible für Polizeiarbeit hatte.
Der Roman erschien erstmals im Mai 2009 bei Macmillan, London und in den USA bei Del Rey Books. Im selben Jahr erschien in den USA bei Subterranean Press eine limitierte Sonderausgabe von 500 handsignierten Exemplaren. Die deutsche Erstausgabe erfolgte 2010 bei Bastei Lübbe, Köln. Übersetzt wurde der Text von Eva Bauche-Eppers.

## Synopsis
Im Stadtstaat Besźel ermittelt Tyador Borlú, Inspektor bei der Mordkommission, im Fall einer anonymem Frauenleiche, die, Gesicht nach unten, unter einer vergammelten Matratze liegend, in einem heruntergekommenen Viertel der Stadt auf einem Sperrmüllhaufen gefunden wurde.
Die Identität der Toten ist schwierig zu ermitteln doch schließlich stellt sich heraus, dass es sich um Mahalia Geary handelt, eine ausländische Studentin, die offenbar in undurchsichtige politische und kulturelle Aktivitäten verstrickt war und zwar nicht nur in Besźel, sondern auch in der „Zwillingsstadt“ Ul Qoma.
Die Ermittlungen, die in Besźel beginnen, führen den Inspektor bald nach Ul Qoma, wo er den dortigen Polizeibehörden als Berater für diesen Fall zugeordnet wird. Im Laufe der Untersuchung wird er immer tiefer in die politischen Wirren, die die beiden Städte durchziehen, verstrickt. Sogar die Legende von Orciny, der geheimnisvollen dritten Stadt zwischen Besźel und Ul Qoma scheint an Wirklichkeit zu gewinnen.

## Handlungsrahmen
Die Stadt & Die Stadt ist in einer Welt verortet, die der unsrigen sehr nah ist. Zwar ist eine genaue Lokalisierung nicht möglich, aber der Leser siedelt sie unwillkürlich im imaginären Raum zwischen Mauer-Berlin, Korea, Jerusalem und Südafrika zu Zeiten der Apartheid an.
Das technische Niveau und der kulturelle Hintergrund entspricht dem Unsrigen, wie die immer wieder eingeflochtenen Alltagsszenen nahelegen. Hier haben Handys und Laptops genauso ihren Platz, wie Harry Potter und die Power Rangers.
Die „Doppelstadt“, die Schauplatz des Romans ist, hat eine lange Geschichte, die 2000 Jahre in die Vergangenheit reicht. Nicht umsonst spielen deshalb archäologische Ausgrabungen und mysteriöse Artefakte eine wichtige Rolle im Handlungsverlauf.
Die Stadt & Die Stadt spielt in den Städten Besźel und Ul Qoma. Wobei die beiden Orte tatsächlich weitgehend den gleichen geographischen Raum einnehmen und lediglich durch die selektive Wahrnehmung ihrer Bewohner zu unterschiedlichen Städten gemacht werden. Forciert wird das Bewusstsein der Zweiteilung durch eine geheime Macht namens „Ahndung“, die jede Grenzverletzung mit harten Strafen bedroht.
Die Bewohner beider Städte lernen von Kindesbeinen an die Gebäude, Menschen oder Ereignisse in der Nachbarstadt zu „Nichtsehen“, die Geräusche zu „Nichthören“ und die Gerüche  nicht zu riechen, selbst wenn sich alles direkt vor ihrer Nase abspielt. Die Teilung wird durch die Kleidung, die Architektur, die Bewegungen der Bewohner manifest und alle Einheimischen lernen frühzeitig, diese Unterschiede zu erkennen, ohne sie allerdings wirklich wahrzunehmen. Lediglich die sogenannte Kopula, ein gewaltiges, hallenartiges Bürokonstrukt, existiert in beiden Städten gleichzeitig. Hier ist der einzige legale Grenzübergang der eine offizielle Bewegung zwischen den Städten möglich macht, alle bürokratischen und formalen Hindernisse inklusive, sprich: Passierscheine, Passkontrollen und Zollkontrollen.
Die Physiognomie der Stadt zeigt sich in zwei mögliche Seinsformen: Total Besźel bzw. Ul Qoma oder deckungsgleich. In den Totalbereichen leben nur Einwohner der jeweiligen Stadt, was das Einhalten der mentalen Grenze erleichtert. In den Deckungsgleichen dagegen begegnen sich die Bürger, gehen nebeneinanderher, fahren auf derselben Straße (die natürlich unterschiedlich benannt ist), ohne sich gegenseitig wahrnehmen zu dürfen.
Das Ignorieren der imaginären Grenze, und sei es bei einem Unfall, wird Grenzbruch genannt und gilt als das schwerste Verbrechen, das die Bürger beider Städte begehen können, schlimmer als Raub oder Mord. In solchen Fällen, und nur in solchen Fällen, tritt die ominöse Ordnungsmacht namens Ahndung auf den Plan und bestraft die Missetäter nach Gutdünken, denn Ahndung handelt nach eigenen Gesetzen. Meistens tauchen die Grenzbrecher nie wieder auf. Lediglich bei Kindern scheinen kleine Grenzbrüche tolerabel, während Touristen einfach der Stadt verwiesen werden.
Die meisten Grenzbrüche rufen Ahndung sofort auf den Plan, aber ihre Überwachungskapazitäten sind nicht absolut. Manchmal muss Ahndung deshalb gesondert berufen werden, um komplizierte Kriminalfälle (z. B. Schmuggel) zu untersuchen, denen ein Grenzbruch notwendig inhärent ist. Für solche Fragen ist der sogenannte Kontrollausschuss zuständig, der aus 21 Vertretern jeder Stadt besteht und in der Kopula tagt. Hier wird entschieden, ob der in Frage stehende Fall an Ahndung weitergeleitet wird, was nicht leichtfertig geschieht. Schließlich ist Ahndung eine fremde Macht und weder Besźel noch Ul Qoma geben ihr staatliche Souveränität gerne freiwillig aus der Hand.

## Handlungstragende Figuren
- Mahalia Geary, amerikanische Studentin der Archäologie, forscht heimlich nach Orciny, der geheimen dritten Stadt zwischen Besźel und Ul Qoma, fällt einem Mordanschlag zum Opfer.
- Tyador Borlú, Inspektor der Kriminalpolizei von Besźel, Chefermittler im Fall Mahalia Geary, begeht schließlich schweren Grenzbruch und wird von Ahndung inhaftiert.
- Lizbyet Corwi, Constable der Polizei von Besźel, ist die wichtigste Assistentin von Inspektor Borlú.
- Qussim Dhatt, Senior Detective der Kriminalpolizei von Ul Qoma arbeitet mit Borlú zusammen am Fall Mahalia Geary.
- Yolanda Rodriguez, Studentin der Archäologie, beste Freundin von Mahalia, ist in die fragwürdige Forschungsarbeit ihrer Freundin involviert.
- Doktor David Bowden, Archäologe mit fragwürdigem Ruf, Doktorvater von Yolanda Rodriguez, begründete mit seiner eigenen Doktorarbeit den Orciny-Mythos, organisiert den Schmuggel archäologischer Artefakte aus Ul Qoma.
- Mikhel Buric, Mitglied des Kontrollausschusses und der Handelskammer von Besźel, unterstützt den internationalen Konzern Sear&Core beim Schmuggeln archäologischer Artefakte aus Ul Qoma.
- Ashil, ein Ahnder und späterer Mentor von Tyador.

## Auszeichnungen
2010 gewinnt Die Stadt & Die Stadt den Hugo Award.
Im selben Jahr 2010 erhält der Roman den BSFA Award als bester Roman des Jahres 2009, und den Arthur C. Clarke Award.
Im Oktober 2010 gewinnt Die Stadt & Die Stadt den World Fantasy Award als bester Roman.
2011 verdient sich die Deutsche Übersetzung von Die Stadt & Die Stadt den Kurd-Laßwitz-Preis.